# 藤田淳教

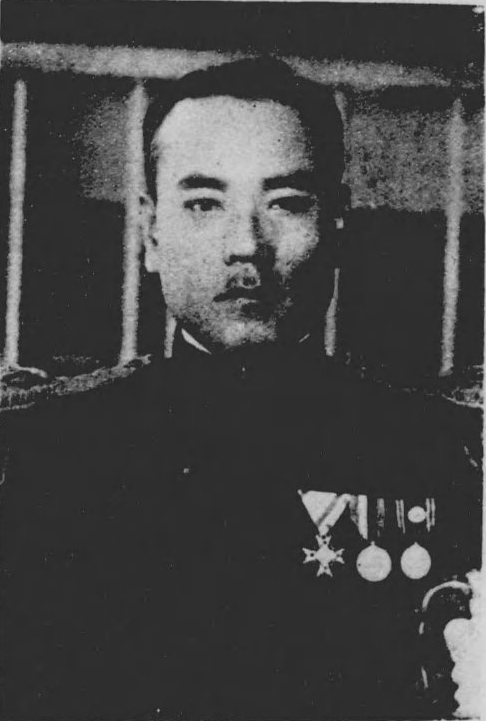
藤田 淳教

藤田 淳教（藤田 淳敎、ふじた あつのり、1896年〈明治29年〉4月27日 - 1963年〈昭和38年〉10月23日）は、昭和時代の台湾総督府官僚。公吏。台中市尹、台東庁長。旧姓は平良、幼名は亀吉。

## 経歴
鹿児島県姶良郡国分町（現・霧島市国府）出身。平良淳夫の四男として生まれ、藤田半次郎の養子となる。日本大学商学部予科を経て、1925年（大正14年）同大文学部法律学科を卒業し、高等文官試験行政科試験に合格する。
合格後、直ちに台湾総督府に理事官として出仕し、1928年（昭和3年）10月に高雄州岡山郡郡守、1929年（昭和4年）12月に台北州勧業課長、1930年（昭和5年）5月に新竹州教育課長、1931年（昭和6年）4月に台北州教育課長を経て、1935年（昭和10年）9月20日に台中市尹に就任する。その後は、新竹州内務部長、台東庁長、総督府事務官、殖産局特産課長、同府書記官など務め、1944年（昭和19年）退官した。
戦後は、北海道地方更生保護委員会委員長を歴任した。